# Sièges réservés (Fidji)
Pour un article plus général, voir Sièges réservés.
Aux Fidji, la Chambre des représentants qui existe de 1970 à 2006 possède des sièges réservés aux différentes communautés ethniques du pays.
Les sections 50 à 54 de la Constitution de 1997 (Constitution of Fiji: Chapter 6) prévoient que la Chambre des représentants compte 71 membres dont :
- 25 élus au suffrage universel ;
- 46 élus par les électeurs inscrits sur des listes électorales ethniques :
  - 23 Fidjiens autochtones,
  - 19 Indo-Fidjiens (descendants des travailleurs indiens importés pendant la colonisation britannique),
  - 1 Rotuman (Rotuma est une île éloignée dépendant des Fidji dont les trois quarts des originaires résident hors de l'île en question),
  - 3 "électeurs généraux" (Européens, Chinois et autres minorités).

Ce système est abrogé en 2006. Le nouveau Parlement des Fidji né en 2014 ne comprend aucune répartition ethnique des sièges, et donc aucun siège réservé.